# Kaplica św. Marii Magdaleny w Goszycach
Kaplica św. Marii Magdaleny (zwana przez miejscowych kościółkiem lub Magdalenką) – kaplica w lesie, w pobliżu Goszyc, Kotlarni i Tworoga Małego, w województwie opolskim.
Kaplica znajduje się na małej polanie w odległości 5 km w głąb lasu w okolicy Goszyc, Sierakowic i Tworoga Małego. Podlega ona parafii św. Jakuba w Sośnicowicach.

## Historia
Historia powstania kaplicy nie jest znana, nie przetrwały żadne informacje o początkach. Nie wiadomo również, dlaczego Maria z Magdali została wybrana za patronkę tego miejsca. Notatka pochodząca z 1729 roku wskazuje, że wiele lat wcześniej gromadzili się tutaj pielgrzymi na uroczystości odpustowej nie tylko z okolic, ale i z daleka. Na drewnianych belkach wiaty figuruje rok 1784.

### Legenda
Według najpopularniejszej z legend córka księcia raciborskiego, który rezydował w Rudach, miała się zgubić podczas polowania w okolicznym lesie. Następnego dnia odnaleziono dziewczynę i w podzięce za jej ocalenie w miejscu odnalezienia wybudowano kaplicę.
Inna mniej znana wersja tej historii mówi o zagonionej żonie właściciela Trachów. Czasopismo Oberschlesien im Bild tak opisało tę historię:

Rodzina von Trach, siedemnastowieczni właściciele sośnicowickiego kraju, pozwolili kolejny raz zabrzmieć myśliwskim rogom. Wczesnym rankiem, wraz z wielkim orszakiem wyruszyli w sośnicowickie lasy, żeby zapolować na zwinne jelenie, sarny i dzikie odyńce. Podczas tego polowania zabłądziła małżonka Pana z Trachów. Zgubiła z oczu całe towarzystwo i nagle poczuła, że jest sama w głębokim lesie. Przerażona przedzierała się między drzewami, ale nie odnalazła drogi ani ratunku. Wyczerpana opadła na ziemię przy ogromnej sośnie i przysięgła w swojej bezradności, że wybuduje w tym miejscu kaplicę jeśli zostanie uratowana. Potem ze zmęczenia zamknęły jej się oczy i zasnęła. Nastał wieczór i drzewa rzucały już długie cienie na mech, kiedy Pani nagle się obudziła. Nie dowierzała własnym uszom kiedy całkiem blisko rozbrzmiały rogi myśliwskie. Kierując się ich dźwiękiem znalazła właściwą drogę. Po krótkim czasie przepełniona radością natrafiła na świtę, a jej mąż nie zwlekał z wypełnieniem przysięgi złożonej prze jego małżonkę.

### Pożary
Zainteresowanie kaplicą wzrosło z powodu, że przetrwała 2 pożary: pierwszy w 1989 roku, drugi, znacznie groźniejszy w 1992 roku. Przetrwanie kapliczki otoczonej z każdej strony lasem mieszkańcy przypisują Bożej ingerencji. Pierwotny obraz patronki, przestrzelony sowieckimi kulami, skradziono w 1992 roku, przed pożarem. Mieszkańcy Tworoga Małego przeprowadzili zbiórkę pieniędzy na nowy wizerunek. Od tego czasu za drzwiami znajduje się metalowa krata chroniąca przed rabunkiem.
Z inicjatywy Stowarzyszenia Przyjaciół Goszyc w roku 2011 wpisano kaplicę do Rejestru Zabytków Województwa Opolskiego. Otrzymała nr rej. 176/2011 decyzją z 17.11.2011 r.
Obecnie jest stałym punktem pielgrzymów zmierzających na Górę św. Anny, do Częstochowy, Pszowa i Rud.

## Charakterystyka[2]
Kaplica zbudowana na planie prostokąta. Ma ok. 6 metrów. Otynkowana wewnątrz jak i z zewnątrz. Budynek składa się z dwóch części: kaplicy murowanej z obrazem świętej (dziełem Wojciecha Kotylaka) oraz drewnianego zadaszenia obejmującego kaplicę murowaną i ławki dla wiernych. Po lewej stronie pomieszczenie dla służby liturgicznej. Zbudowano również mały drewniany chór z miejscami do siedzenia. Nad wejściem do kaplicy znajduje się napis: Kaplica Marii Magdaleny. Nad nim znajduje się krzyż w miejscu, gdzie niegdyś była zawieszona sygnaturka. Przed ceglaną kapliczką znajduje się ołtarz używany podczas Eucharystii. Za drzwiami znajduje się metalowa krata. Kilka metrów przed zadaszeniem znajdują się trzy krzyże przedstawiające scenę rozmowy Jezusa z dobrym łotrem.